# ليون فويشتفانغر
ليون فويشتفانغر Lion Feuchtwanger (ولد في يوليو 1884 في ميونخ – ومات في ديسمبر 1958 في لوس أنجلوس) أديب ألماني يعتبر من أبرز الكتاب الألمان في القرن العشرين.
ولد في عائلة ميسورة يهودية، شقيقه هو الكاتب والصحفي مارتن فويشتفانغر. بدأ محاولاته الأدبية في سن مبكرة. درس التاريخ والفلسفة وفقه اللغة الألمانية في ميونخ وبرلين. وحصل على درجة الدكتوراه برسالة عن عمل لهاينريش هاينه هو «حاخام باخاراخ».
أسس مجلة ثقافية هي دير شبيغل أو المرآة في عام 1908، توقفت بعد عددها الخامس عشر.
هاجر من ألمانيا بعد وصول هتلر إلى الحكم إلى فرنسا ثم إلى الولايات المتحدة.

## أعماله
الجميلة يود – الدوقة القبيحة – ثلاثية غرفة الانتظار – ثلاثية يوزيفوس – نيرون المزيف – الإخوة لاوتنزاك – اليهودية من طليطلة – ييفتا وابنته.

## روابط خارجية
- ليون فويشتفانغر على موقع IMDb (الإنجليزية)
- ليون فويشتفانغر على موقع الموسوعة البريطانية (الإنجليزية)
- ليون فويشتفانغر على موقع مونزينجر (الألمانية)
- ليون فويشتفانغر على موقع ألو سيني (الفرنسية)
- ليون فويشتفانغر على موقع ميوزك برينز (الإنجليزية)
- ليون فويشتفانغر على موقع أول موفي (الإنجليزية)
- ليون فويشتفانغر على موقع قاعدة بيانات برودواي على الإنترنت (الإنجليزية)
- ليون فويشتفانغر على موقع قاعدة بيانات الأفلام السويدية (السويدية)
- ليون فويشتفانغر على موقع ديسكوغز (الإنجليزية)
- ليون فويشتفانغر على موقع قاعدة بيانات الفيلم (الإنجليزية)